# عبد الله عباس
عبد الله عباس (7 أغسطس 1988) ممثل إيراني نشأ في الكويت.

## عن حياته
عبد الله بن عبد الوهاب عباس ، فنان إيراني من أم كويتية. ولد في 7 أغسطس عام 1988
شارك في العديد من الأعمال المسرحية والدرامية مع كبار الفنانين أمثال: حياة الفهد، أحمد الصالح، عبد الرحمن العقل، منصور المنصور، هدى حسين، جاسم عباس وغيرهم.
ابتدأ مشواره الفني عام 2003 من خلال مسرح الطفل حيث شارك في أول مسرحية له بعنوان «بلاي ستيشن»، ويعد الفنان عبد الله عباس من عائلة فنية حيث أن عمه هو الفنان جاسم عباس وجده هو الفنان خليل إسماعيل، ولا ننسى كذلك شقيقه الأصغر ناصر الذي شاركه في أغلب أعماله.
ويعد العمل الأبرز الذي قدم الفنان عبد الله عباس للجمهور هو مسلسل «الجليب» مع القديرة حياة الفهد، وبعدها رسخ انطلاقته القوية بمسلسل «سيدة البيت» أيضًا مع الفنانة حياة الفهد التي لها الفضل الكبير بعد الله في دعم هذا الفنان الشاب وتعريفه للجمهور.
وشارك الفنان عبد الله عباس أيضًا في أعمال غنائية لفنانين شباب من ناحية التلحين والتوزيع الموسيقي حيث أبدع فيهما كإبداعه في مجال التمثيل.
وحقق الفنان المبدع عبد الله عباس قاعدة جماهيرية ونجومية حيث لقب بقيصر الدراما الخليجية بالرغم من حداثة سنه ومشواره القصير، وأصبح مطلبًا دائمًا للمنتجين حيث رؤوا فيه ينبوعًا من الإبداع والموهبة في الأداء سواء كان على خشبة المسرح أو أمام كاميرات التصوير.

### حياته الأسرية
في ديسمبر 2017 تزوج من الممثلة ليلى عبد الله، إلا أن زواجهما لم يدوم طويلا حيث انفصلا في فبراير 2018.

## أعماله

### في المسرحيات
- عائله ذهب في ذهب
- بلاي ستيشن
- ABCD 2
- المشنقة
- الجزيرة
- جمانه والعصابة
- رحلة سعيدة
- غزلان وملك الفئران
- عودة شيزبونه
- مدينة التفاح
- عودة السلاحف
- مدينة البطاريق
- قصر دراكون
- أرض الأحلام
- عالم الكرتون
- عالم أوز
- هند في الجيش
- نور الظلام
- آليس في بلاد الأقزام
- الفيران
- وِندي

### في المسلسلات
- الخافي أعظم
- ماي عيني
- ليلة عيد
- الجليب
- وهج الشموع
- سيدة البيت
- شارع 90
- هجر الحبيب
- حب في الاربعين
- حكايات حب
- شغف

### في اللقاءات والبرامج
- برنامج MG studio (قناة الشاهد)
- برنامج أنت الفيلم (إذاعة مارينا إف إم)
- برنامج الغمنده (إذاعة كويت إف إم)
- برنامج Gathering (قناة الشاهد)
- برنامج ريفريش (إذاعة مارينا إف إم)
- برنامج دبل شعيبي (قناة الشاهد)
- برنامج حرب الألوان (قناة فنون)
- برنامج رايكم شباب (تلفزيون الراي)
- برنامج كافيه شبابي (تلفزيون الكويت)
- لقاء (قناة اليوم)
- لقاء (قناة سكوب)
- برنامج خالد هاوس 2 (قناة سكوب)
- برنامج دبل شعيبي 2 (قناة الشاهد)
- برنامج الصوغه (قناة فنون)
- برنامج 2×2 (قناة فنون)

### في الغناء
أداء أغنية للمنتخب الكويتي بمشاركة ناصر عباس ومحمد وبدر الشعيبي في فيدي وكليب بعنوان «أزرقنا من ذهب»
وظهور محدود في فيديو كليب لمحمد وبدر الشعيبي بعنوان «الكويت بخير».
ومن ناحية الموسيقى فقد قام عبد الله عباس في تلحين وتوزيع عدة أغاني، منها:
أغنية «باحلامك» للفنان بدر الشعيبي من ألحانه
أغنية «كلام الغير» لجاسم محمد من توزيعه
أغنية «فيك الخير» لجاسم محمد من ألحانه وتوزيعه
أغنية «شوف هالجو» لمشاري العوضي من ألحانه
أغنية «مينون» لخالد بوصخر من إشرافه العام
وقد خاض عبد الله تجربة الإخراج المسرحي حيث قام بتولي دفة الإخراج في مسرحيتين من ضمن رصيده الفني هما:
مسرحية عودة السلاحف ومسرحية قصر دراكون
و مسرحية اليس في بلاد الاقزام.

## روابط خارجية
- عبد الله عباس على موقع قاعدة بيانات الأفلام العربية